# Verklaring van Deauville
De verklaring van Deauville is het resultaat van een onderlinge overeenkomst die de Duitse bondskanselier Angela Merkel en de Franse president Nicolas Sarkozy op 18 oktober 2010 sloten over het gezamenlijk economisch bestuur van de Eurozone. Een week later werd deze in de Franse badplaats Deauville opgestelde verklaring vrijwel ongewijzigd door alle Europese regeringsleiders overgenomen.
De hoofdpunten uit dit akkoord zijn:
- Strikte afspraken over het maximale financieringstekort en de hoogte van de staatsschuld;
- Miljardenboetes voor landen die deze afspraken niet nakomen;
- De oprichting van een permanent noodfonds voor zwakke eurolanden, inclusief de benodigde verdragswijziging. Private investeerders moeten meebetalen als een land failliet dreigt te gaan;
- Opschorting van het stemrecht in de EU van lidstaten die bij herhaling hun economische verplichtingen niet nakomen.